# Våld eller hot mot förman
Våld eller hot mot förman, är ett brott av krigsman enligt 21 kap 8 § Brottsbalken, som endast får tillämpas när riket kommer i krig och regeringen föreskrivit att 21 kap BrB ska tillämpas.